# Pink Champagne
「Pink Champagne」（ピンク・シャンペン）は、E-girlsの17作目のシングル曲。2016年8月10日にrhythm zoneより発売。

## 概要
「CD+DVD」、「CDシングル」、「CD（ワンコインシングル）」の3形態で発売される。
2016年2枚のシングルであり、【E.G.POP】&【E.G.COOL】の2つのコンセプトによる2ヶ月連続リリースW CONCEPT SUMMER SINGLEの第2弾シングル（【E.G.COOL】コンセプトシングル）。ディスコ全盛期の1980年代の雰囲気をイメージした楽曲。
2016年6月13日にメインビジュアルと収録内容が解禁された。

## 収録曲

### CD+DVD
CD
1. Pink Champagne
作詞：小竹正人　作曲：Dominique Rodriguez・Anne Judith Stokke Wik・Ronny Vidar Svendsen・Nermin Harambasic・Sigurd Rosnes・Courtney Woolsey・Stephen Stahl
  - LAWSON「LAWSON × E-girlsスピードくじキャンペーン」CMソング[9][10]
  - Samantha Vega「Samantha Vega meets E-girls恋してる!?～恋が叶うバッグ＃恋叶バッグ～」CMソング[11]
  - ボーカルはDreamのAya，Shizuka，Ami、Happinessの川本璃，藤井夏恋、Flowerの鷲尾伶菜、武部柚那。
2. Bad Girls
作詞：MICHICO　作曲：T.Kura・michicoボーカルは「Pink champagne」と同一。
3. カウガール・ラプソディー
作詞：小竹正人　作曲：Skylar Mones・Jimmy Burney・Sarah West
ボーカルは「Pink champagne」と同一。
4. Dance Dance Dance (PKCZ® Remix)
作詞：Lauren Kaori　作曲：DWE・Nanna Larsen
5. Pink Champagne (Instrumental)

DVD
1. Pink Champagne (Video Clip)

### CDシングル
1. Pink Champagne
2. Bad Girls
3. カウガール・ラプソディー
4. Dance Dance Dance (PKCZ® Remix)
5. Pink Champagne (Instrumental)
6. Bad Girls (Instrumental)
7. カウガール・ラプソディー (Instrumental）

### CD（ワンコインシングル）
1. Pink Champagne